# 9K32 Strela-2
Le terme « SA-7 » renvoie ici. Cet article traite d'un système de missile antiaérien portatif soviétique. Pour la mission « Saturn-Apollo 7 » du programme Apollo, voir « SA-7 (Apollo) ».
Le 9K32 Strela-2 (en russe : « Стрела-2 », flèche), désigné par l'OTAN SA-7 « Grail », est un système de missile sol-air portatif très courte portée de conception soviétique, guidé par infrarouge et doté d'une charge militaire hautement explosive.
Assez comparable, en matière de performances, au missile américain dont il est inspiré, le FIM-43 Redeye sorti plus tôt, il fut la première génération de missiles SAM (Surface to Air Missile) portatifs soviétiques, son entrée en service se faisant en 1968 et la production des premières séries démarrant en 1970.
Décrit par un expert comme étant « la première ligne d'exportation russe », le Strela et ses dérivés ont été utilisés massivement dans presque tous les conflits régionaux apparus depuis l'année 1968.

## Développement

### De nouveaux besoins
La fin de la Seconde Guerre mondiale vit apparaître un revirement majeur dans la politique de défense aérienne soviétique. L'arrivée des nouveaux modèles de bombardiers nucléaires américains à long rayon d'action, capables de pénétrer l'espace aérien soviétique à des altitudes et des vitesses impensables auparavant, rendit instantanément obsolète la quasi-totalité des intercepteurs et systèmes de canon antiaériens alors existants.
Afin de combler cette vulnérabilité préoccupante, de nombreux systèmes de missiles sol-air à haute altitude furent rapidement mis au point, tels les SA-1 Guild et SA-2 Guideline, mais à cause de l'apparente obsolescence des armes conventionnelles, seule une très faible attention fut consacrée à la conception de systèmes mobiles pour le champ de bataille.
Cette optique de combat fut rapidement revue en profondeur, avec l'arrivée de la guerre de Corée. Étant un conflit entièrement conventionnel, il apparut assez rapidement que les armes nucléaires n'étaient pas la seule raison d'être et la seule solution à une guerre. Face à une Armée de l'Air américaine puissante et moderne, faisant usage de charges utiles non nucléaires, l'Union soviétique décida d'investir lourdement dans la création de systèmes de défense antiaériens multi-niveaux, consistant en plusieurs systèmes SAM mobiles, couvrant plusieurs domaines d'altitudes et apportant une protection efficace aux forces terrestres.
Cette doctrine d'emploi listait cinq besoins principaux :
Au niveau de l'arméeSystèmes de défense antiaérienne de moyenne à haute altitude : 2K11 Krug (nom de code OTAN : SA-4 Ganef).
Au niveau des groupementsSystèmes de défense antiaérienne de courte à moyenne portée : 2K12 Koub (nom de code OTAN : SA-6 Gainful).
Au niveau des divisionsSystèmes de défense antiaérienne à courte portée et basse altitude : 9K33 Osa (nom de code OTAN : SA-8 Gecko).
Au niveau des régimentsSystèmes de canons antiaériens tout-temps guidés par radar ZSU-23-4 Shilka et missiles à très courte portée Strela-1 (nom de code OTAN : SA-9 Gaskin).
Au niveau des bataillonsSystèmes portatifs Strela-2 (nom de code OTAN : SA-7 Grail).

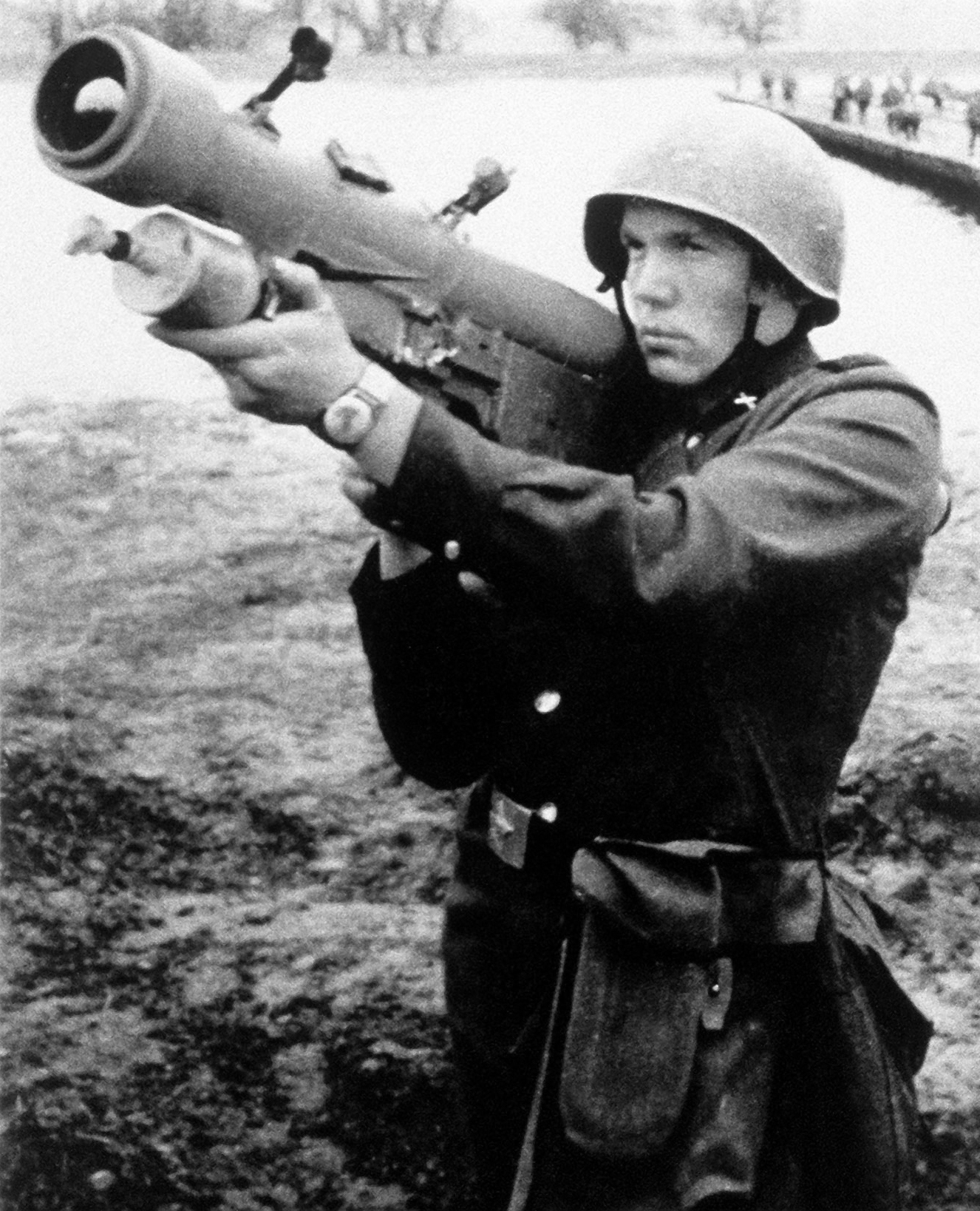
Un soldat soviétique posant avec un lanceur Strela.

Au départ, les systèmes Strela-1 et Strela-2 étaient prévus pour être tous deux des systèmes portatifs. Mais, comme le Strela-2 prouva qu'il était bien plus petit et léger que son frère aîné, le rôle du Strela-1 fut changé et attribué à un système plus lourd monté sur un véhicule, le SA-9 Gaskin (monté sur un châssis de BRDM-2). Avec sa portée plus grande et ses performances intéressantes, il apportait son soutien au ZSU-23-4 dans son rôle de protection des régiments. 
Au moment où le développement commença dans les bureaux (OKB) de Turopov (plus tard transférés à  Kolomna), des informations détaillées sur le missile américain FIM-43 Redeye devinrent accessibles. Alors qu'il n'était nullement une simple copie de rétro-ingénierie, la conception du Strela était, à bien des égards, fortement inspirée de celle du Redeye, qui avait commencé son développement quelques années plus tôt. En raison d'une base technique comparativement primitive de la part des soviétiques, le développement fut très long, et de nombreux problèmes surgirent, en particulier lors de la conception d'une fusée et d'une tête chercheuse de tailles suffisamment réduites. Les ingénieurs soviétiques optèrent donc pour l'utilisation d'une tête plus simple que celle équipant le Redeye, permettant à la version initiale 9K32 Strela-2 (désignation OTAN : SA-7A) d'entrer finalement en service en 1968, avec tout de même 5 ans de retard sur le programme prévu.

### Améliorations
La version initiale souffrait de nombreuses lacunes : le missile ne pouvait engager que des cibles volant assez lentement et à basse altitude, et uniquement dans leur hémisphère arrière (la zone où des gaz chauds sortent des moteurs). Il souffrait également d'une capacité de détection faible (en particulier en présence de sources de radiations IR humaines ou naturelles à proximité) et souvent, même lorsqu'un impact avait lieu, le missile n'arrivait pas à détruire réellement sa cible,.
Sa faible létalité était un souci majeur, en particulier lorsqu'il était utilisé contre les chasseurs à réaction : La partie la plus « chaude » de la cible étant un cône imaginaire situé juste derrière le moteur lui-même, le missile l'atteignait souvent mais sa charge militaire trop faible était souvent insuffisante pour causer de réels dommages au moteur lui-même.
Dans le but de remédier à ces défauts, deux versions améliorées furent déjà commandées en 1968 : le 9K32M « Strela-2M » (nom de code OTAN : SA-7B), un missile légèrement amélioré destiné à remplacer l'original et corriger grossièrement ses défauts, et le plus ambitieux 9K34 Strela-3. Comme les modifications appliquées au « 2M » étaient relativement légères, le processus fut rapide et le missile fut admis en service en 1970. Il remplaça immédiatement le modèle original sur les lignes d'assemblage. Les améliorations portèrent essentiellement sur l'augmentation de l'enveloppe de détection du nouveau système :
Propulseur plus puissantAugmentation de la portée oblique, de 3,4 à 4,2 km, et un plafond opérationnel de 1 500 à 2 300 m.
Logiques de contrôle et de guidage amélioréesPossibilité d'engager des avions à hélice et des hélicoptères, mais pas les avions à réaction,  en approche à une vitesse maximale de 150 m/s (environ 540 km/h).
Cibles en éloignementLa vitesse maximale à laquelle une cible en éloignement peut être engagée passe de 220 à 260 m/s (environ 936 km/h).
Système de mise à feu simplifiéLe mécanisme et la poignée à simple détente, dont l'automatisation a été poussée, apportent une méthode de tir simplifiée contre les cibles rapides.
Contrairement à ce qui fut d'abord rapporté dans certaines publications occidentales, des informations plus récentes indiquèrent que même si la létalité à l'impact était toujours un problème reconnu, la charge militaire restait toujours d'un modèle identique à celle de l'original (1,17 kg dont 370 g d'explosif TNT). Elle est, en fait, restée l'ogive de tous les MANPADS (missiles portatifs) soviétiques jusqu'alors, y compris la plupart des variantes de l'Igla.
Pour résoudre le problème de la faible létalité, un explosif HE plus puissant que la TNT, le HMX, fut utilisé sur les systèmes ultérieurs. Il fut combiné à des fusées améliorées, des manœuvres terminales et une amorce supplémentaire permettant d'utiliser le carburant non brûlé à l'impact. Le design original de la charge militaire du Strela-2M demeura malgré tout en usage standard, consistant en 370 g de charge explosive « emballée » à l'intérieur d'un boîtier métallique pré-fragmenté.
La tête chercheuse ne bénéficia que d'améliorations mineures, lui apportant une meilleure possibilité de discrimination entre le signal de la cible et les émissions parasites de l'environnement,. Sa seule protection contre les contre-mesures résidait dans son très étroit champ de vision, ce qui permettait d'espérer que les leurres, tombant rapidement après avoir été largués, sortiraient rapidement de sa vue pendant qu'il foncerait sur une cible rapide. En pratique, il sera prouvé à de nombreuses reprises que ces fusées (leurres thermiques) étaient ce qui se faisait de mieux pour semer n'importe quelle version du Strela-2.
Le capteur est habituellement décrit comme étant un simple « détecteur de métal chaud ». Il ne peut voir que les émissions infrarouges émises dans le spectre « IR proche » (dont la longueur d'onde est proche de la lumière visible par l'œil humain), rayonnement émis par des surfaces très chaudes et habituellement détectable dans le cône de souffle d'un moteur. Cela n'autorise donc qu'un engagement par l'arrière des avions à réaction, ce qui donne souvent à cette arme une réputation de « vengeuse », car elle doit attendre que l'avion l'ait dépassée avant de partir à sa poursuite.
Le Strela-2M a aussi été produit pour une utilisation à bord des bâtiments de guerre du Pacte de Varsovie, les bâtiments amphibies soviétiques et d'autres engins plus petits. L'arme était identique, mais l'OTAN lui attribua le nom de code « SA-N-5 Grail ».

## Caractéristiques

### Fonctionnement et emploi du système
Le lance-missile consiste en un tube de lancement de couleur verte, contenant le missile, une poignée et une batterie thermique cylindrique. Le tube de lancement est rechargeable dans les ateliers, mais chaque missile est délivré aux personnels à l'intérieur de son propre tube. Chaque tube peut être rechargé et réutilisé cinq fois.
Lors d'un engagement contre des cibles lentes ou en éloignement, l'opérateur aligne la cible avec les mires métalliques du tube et n'appuie sur la détente qu'à demi-course (« à demi-détente »). Cette action débloque la tête chercheuse et l'autorise à tenter d'accrocher une piste. Si la signature IR de la cible peut être accrochée, malgré le bruit ambiant, cela est signalé par une lumière et un buzzer. Le tireur appuie alors complètement sur la détente et prend immédiatement le bon angle de tir. Cette méthode est appelée l'engagement manuel. Un mode automatique, employé principalement pour l'engagement de cibles rapides, permet au tireur de directement appuyer à fond sur la détente en une seule fois. Il doit en même temps s'aligner directement sur la cible. La tête chercheuse va se déverrouiller et automatiquement faire partir le missile lorsqu'un signal assez fort sera détecté.
Le constructeur affirme que le temps de réaction mesuré pour le lancement d'un missile est de 13 secondes, depuis la position de transport (missile sur le dos et les protections posées) jusqu'au tir. Une prouesse qu'il est possible d'accomplir, mais nécessitant à l'usage une bonne dose d'entraînement et une grande expérience dans le maniement des missiles. Avec le lanceur à l'épaule, les caches retirés et les mires de visées déployées, le temps de réaction depuis l'ordre de tir jusqu'au lancement se réduit à 6~10 secondes, mais dépend grandement de la cible visée et du niveau de compétence du tireur.

### Mise à feu du missile

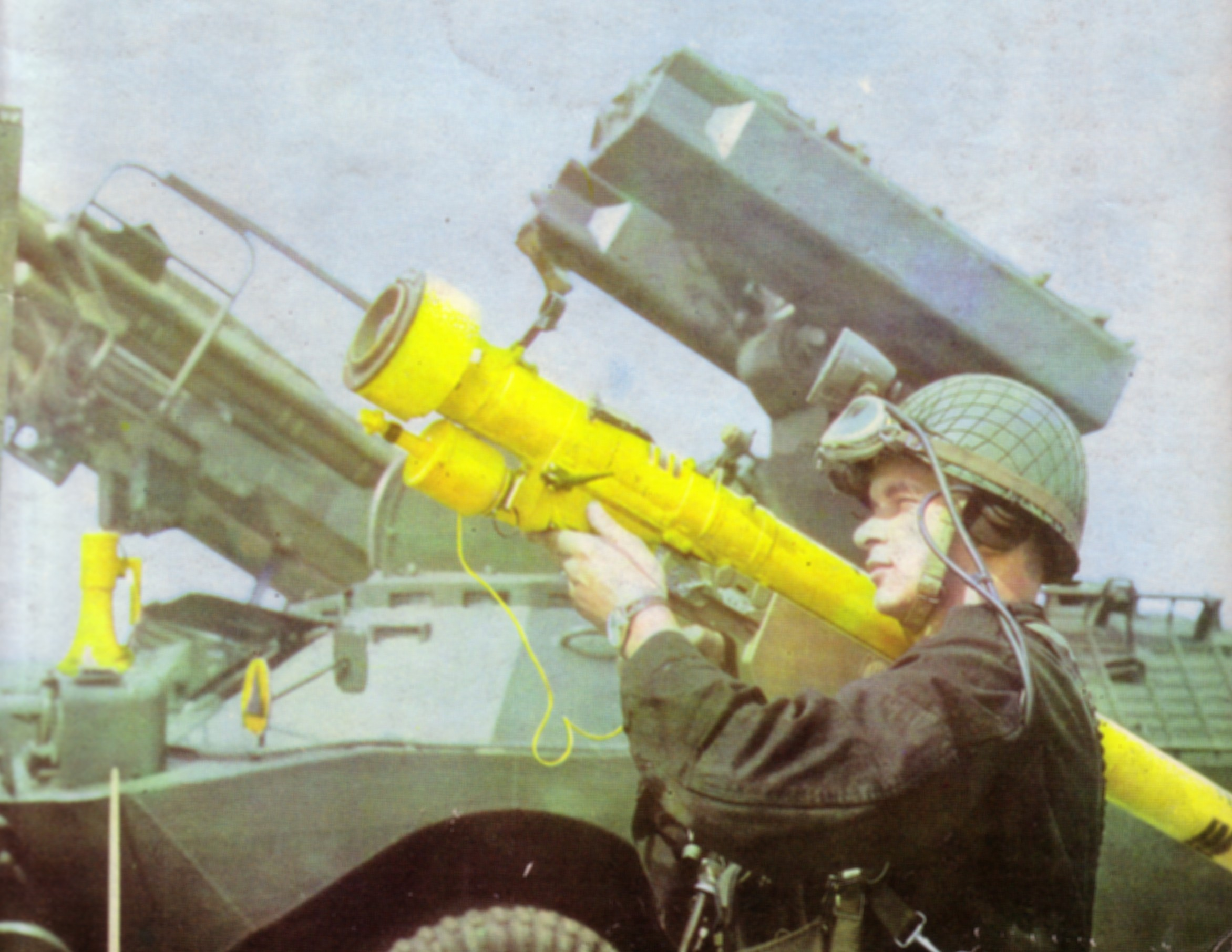
Un soldat polonais équipé d'un lanceur Strela-2. En arrière-plan, un véhicule antiaérien SA-9 Gaskin, également de conception soviétique.

Après avoir activé l'alimentation en courant de l'électronique du missile, le tireur attend que l'alimentation électrique et les gyroscopes se stabilisent, aligne sa cible et la poursuit doucement avec les réticules de visée du tube. Il pousse sur la détente de la poignée, ce qui active l'électronique de la tête chercheuse et lui permet d'essayer d'accrocher la cible. Si la cible produit un signal assez fort et que le taux d'évolution angulaire reste dans des paramètres acceptables, le missile alerte le tireur que la cible est verrouillée, par l'intermédiaire d'un buzzer produisant un signal constant et de l'allumage d'un voyant sur le système de visée. L'opérateur a alors 0,8 seconde pour donner du guidage vers la cible, pendant que la source d'énergie interne du missile est activée et la cartouche d'éjection est allumée.
Si la cible se retrouve en dehors des limites acceptables, la lumière dans la visée et le signal sonore signalent au tireur de rediriger le missile.
Au lancement, la cartouche d'éjection brûle totalement avant que le missile n'ait eu le temps de quitter le tube. Il en sort à une vitesse de 32 m/s (115,2 km/h) et tourne sur lui-même approximativement à 20 tr/s. À ce moment-là, les deux ailettes de guidage à l'avant se déploient, suivies par les quatre autres ailettes arrière, ces dernières ne jouant que le rôle de stabilisateurs. Le mécanisme d'autodestruction est armé, prévu pour détruire le missile après une durée allant de 14 à 17 secondes, pour éviter qu'il n'aille rejoindre le sol tout entier s'il rate sa cible.
Dès que le missile se situe à cinq mètres et demi du tireur (environ 0,3 s après avoir quitté son tube), il active le moteur fusée de propulsion. Ce moteur amène le missile à une vitesse de 430 m/s et la maintient. Lorsqu'il atteint sa vitesse maximale, à environ 120 m du tireur, le mécanisme de sécurité finale est désactivé et le missile est alors totalement armé. Tout compris, le booster d'éjection brûle 0,5 s et la fusée 2 s supplémentaires.

### Guidage
La tête chercheuse passive à infrarouge du missile est constituée d'un capteur au sulfure de plomb non réfrigéré qui détecte les radiations infrarouges dans les longueurs d'onde inférieures à 2,8 μm. Il a un champ de vision de 1,9° d'ouverture et peut pivoter à une vitesse angulaire maximale de 9°/s.
La tête chercheuse suit la cible grâce à un réticule rotatif à modulation d'amplitude, qui essaie de garder constamment le capteur pointé vers la cible. Le réticule tournant mesure la quantité d'énergie infrarouge arrivant à lui. Il le fait en utilisant un mouvement circulaire qui comporte des parties solides et des lamelles qui permettent à l'énergie infrarouge de passer à travers vers le capteur. Comme le réticule tourne, de l'énergie infrarouge passe à travers les portions ouvertes. En se basant sur les parties du capteur « éclairées » par le rayonnement IR et leur quantité d'énergie, la tête chercheuse est en mesure de déterminer précisément où se trouve la plus grosse quantité d'énergie et son point d'origine (la cible elle-même). Si le capteur détecte une baisse dans la quantité d'énergie IR reçue, il fait tourner le missile dans la direction où elle était la plus forte.
À la manière de certains télescopes, ce principe de fonctionnement implique l'apparition d'un « angle mort » dans le cône de détection du capteur. En effet, sa capacité de détection étant basée sur un mouvement circulaire, une « zone d'ombre » existe à l'exact milieu du réticule, ce qui signifie que lorsque le missile est exactement pointé vers sa cible, son capteur ne reçoit en fait presque pas d'énergie IR de sa part. Cela entraîne donc, de la part du missile, un décentrage de la cible, puisque pour le capteur, une perte d'énergie amène obligatoirement à un retour à l'ancienne meilleure position connue.
Cela donne au missile une oscillation très perceptible en vol, du fait que la tête chercheuse rebondit sans cesse en-dedans et en dehors de l'angle mort. Cet effet est d'autant plus visible que le missile se rapproche de sa cible, car à ce moment-là, le signal IR reçu est au plus fort et occupe une grande partie du réticule. Ces corrections permanentes de trajectoire consomment beaucoup d'énergie et réduisent de manière importante ses réelles capacités de vitesse et de portée.
Le guidage du SA-7 suit une logique de convergence proportionnelle, également connue sous nom de système de suivi des vitesses angulaires ou « Pro-Logic ». Dans ce procédé, lorsque la tête chercheuse suit la cible, le missile est tourné vers où le capteur est en train de tourner - et non où il est en train de pointer - par rapport à l'axe longitudinal du missile. Contre une cible volant en ligne droite à une vitesse constante, la vitesse angulaire du capteur par rapport au fuselage du missile se ramène à zéro lorsque le missile se trouve pile dans une trajectoire en ligne droite vers le point d'impact.

## Utilisations au combat
En raison de leur très grande disponibilité et de leur fabrication en grand nombre, les systèmes Strela ont été utilisés dans de très nombreux conflits de par le monde.

### Moyen-Orient

#### Égypte
L'agence de renseignement anglaise Jane's Information Group attribue la première utilisation au combat du missile en 1969, pendant la guerre d'usure, par des soldats égyptiens.
Le premier appareil abattu fut déclaré le 19 août 1969. Un A-4H Skyhawk du 102e escadron israélien fut touché par un missile tiré à l'épaule, à 12 miles à l'Ouest du canal de Suez et le pilote-leader Nassim Ezer Ashkenazi fut capturé. Entre ce premier tir et le mois de juin 1970, l'armée égyptienne tira 99 missiles, résultant en 36 coups au but. Le missile fit preuve d'une faible portée contre les avions à réaction et aussi une faible efficacité en général, la plupart des appareils touchés ayant pu retourner à leur base.
Il fut utilisé plus tard au cours de la guerre du Kippour, durant laquelle les Strela furent tirés par centaines, mais ne ramenèrent que peu de bons résultats et quelques appareils abattus (les A-4 avaient vu leurs tuyères rallongées pour éviter les dégâts fatals au moteur et étaient équipés de lance-fusées pour leurrer les missiles). Cependant, utilisés en coordination avec les Shilka et les SA-2/3/6, ils infligèrent de lourdes pertes à l'aviation militaire israélienne pendant les premiers jours du conflit. Ces quelques jours passés, les tirs de SAM arabes avaient été si intenses qu'ils avaient réussi à vider la quasi-totalité de leurs stocks de munitions. Les SA-7 étaient loin d'être réellement efficaces contre des chasseurs rapides, mais ils étaient, à ce moment-là, la meilleure arme disponible dans l'infanterie arabe.

#### Liban
Le 24 juin 1974, au sud du Liban, des Palestiniens tirèrent deux SA-7 contre des appareils intrus israéliens, mais aucun impact ne fut enregistré.
Le Strela fut déployé par les forces d'occupation syriennes, en parallèle à d'autres systèmes de défense antiaérienne soviétiques, contre les forces aériennes américaine, française et israélienne, en conséquence de la guerre du Liban de 1982 et du déploiement de la force multinationale qui interviendra cette année-là.  Le 23 septembre 1983, un Dassault Étendard IV français à l'empennage touché par un 9K32 Strela-2, mais parvient à rejoindre le porte-avions Foch sans difficulté; réparé, il revole quatre jours plus tard.
Le 10 novembre 1983, un Super-Étendard français survolant des positions druzes échappa de justesse à un SA-7 près de Burj El Barajneh. Le 3 décembre, d'autres Strela furent tirés contre un F-14 de la marine américaine en mission de reconnaissance.
Les Américains répondirent par une large vague d'assauts de douze A-7 Corsair et seize A-6 Intruder, soutenus par un avion-radar Hawkeye et deux F-14, catapultés depuis les porte-avions USS John F. Kennedy (CV-67) et USS Independence (CV-62), alors en patrouille dans la Mer Méditerranée. Les avions devaient bombarder les installations syriennes, les sites antiaériens et les dépôts de munitions aux alentours de Falougha et de Hammana à quelque 16 km de l'autoroute Beyrouth-Damas, lorsqu'ils furent accueillis par une volée de SAM syriens, l'un d'entre eux touchant un Corsair du VFA-15 Sqn et forçant son pilote à s'éjecter en mer. Le pilote fut ramené à bord par une mission Search And Rescue (SAR) opérée par la Navy américaine.
La formation d'attaque se sépara, chaque pilote attaquant sa cible en solo, et arriva la seconde attaque d'un avion américain : un Intruder du VA-85 Sqn fut touché par un SA-7 ou un SA-9 qui obligea le navigateur, le lieutenant Bobby Goodman à s'éjecter près d'un village encerclé par les positions syriennes, alors que le pilote du A-6, le lieutenant Mark Lange s'éjecta trop tard et mourut des suites de ses blessures après avoir été capturé par les soldats syriens et des civils libanais. Goodman fut capturé par les Syriens et emmené à Damas, avant d'être finalement libéré en janvier 1984,.
Un autre A-7, alors en mission de recherche pour retrouver l'équipage de l'Intruder abattu, fut touché par un SA-7, mais le pilote, le commandant Edward Andrews réussit à s'éjecter au-dessus de la mer près de Beyrouth et fut sauvé par un pêcheur et son fils qui le ramenèrent directement aux Marines,.
Le Hezbollah a aussi affirmé avoir obtenu quelques Strela et en avoir tiré deux contre des avions israéliens le 12 juin 2001, près de Tyr, mais les deux ont raté leur cible.

#### Irak
Au petit matin du 31 janvier 1991, au-cours de la bataille de Khafji, pendant l'opération « Tempête du désert », un soldat irakien descendit un AC-130 Spectre (n° de série Air Force : 69-6567), avec un Strela-2, tuant les 14 membres d'équipage.
Les missiles Strela-2 ont été utilisés contre les hélicoptères de l'armée turque par les activistes du Parti des travailleurs du Kurdistan (PKK), dans le nord de l'Irak. Pendant l'opération « Hammer » de 1997, le 18 mai, un missile Strela-2 fut utilisé pour détruire un hélicoptère d'attaque AH-1W Super Cobra. Seulement deux semaines plus tard, le 4 juin, un autre Strela fut utilisé pour abattre un hélicoptère de transport AS-532UL Cougar de l'armée turque, dans la zone de Zakho, tuant ses 11 occupants,,. La vidéo de la première attaque fut utilisée intensivement pour la propagande du PKK et visible sur Internet. Les services de renseignement grec et serbe, ainsi que l'Iran, la Syrie, l'Arménie et Chypre sont suspectés d'être des origines possibles à ces missiles,.
Les Strela ont été utilisés, en même temps que d'autres systèmes similaires, par des groupes insurgents pendant la guerre d'Irak. Cependant, comme lors des conflits précédents, ils n'ont réellement été utilisables que contre des appareils à voilures tournantes.
Un missile Strela-2 est supposé avoir été utilisé, en avril 2005, lorsque des insurgés ont descendu un hélicoptère Mi-8 de la société militaire privée « Blackwater », tuant ses 11 membres d'équipage. L'armée islamique en Irak prit la responsabilité des faits et une vidéo fut diffusée sur Internet. Le missile n'étant cependant pas visible sur la vidéo, la confirmation du type de lanceur employé reste impossible.
La vague de destructions d'hélicoptères en 2006 et 2007 en Irak a été attribuée en partie grâce à la prévalence du Strela parmi les groupes d'insurgés sunnites de l'époque, tandis qu'Al-Qaïda est accusé d'avoir créé une vidéo d'entraînement d'une heure expliquant en détail comment utiliser un SA-7.

#### Arabie saoudite
Fin 2001, un Soudanais ayant des liens avec Al-Qaïda tira un SA-7 sur un chasseur F-15 américain décollant de la base de Prince Sultan, près d'Al Khardj, en Arabie saoudite. Le missile rata sa cible et ne fut pas détecté par le pilote ou quiconque de la base.
La police saoudienne trouva le lanceur vide dans le désert en mai 2002 et un suspect fut arrêté au Soudan un mois plus tard. Il guida la police vers une cache dans le désert où un autre missile était enterré.

#### Gaza
En octobre 2012, des militants de la bande de Gaza tirèrent un Strela vers un hélicoptère des forces de défense israéliennes. Lors de l'opération Pilier de défense, le Hamas diffusa une vidéo censée être celle du lancement d'un missile Strela contre une cible israélienne.
Un autre tir sera annoncé en mars 2013, provenant de Gaza et dirigé contre un hélicoptère de l'IAF.
Au cours de frappes de Tsahal et alors que l’armée de l’air israélienne survolait l’enclave côtière, peu après minuit du 01/01/2022, le Hamas a lancé deux missiles anti-aériens SAM-7 vers les hélicoptères qui survolaient l’ouest de la ville de Gaza, ont annoncé les médias.
Durant l'Invasion israélienne de la bande de Gaza, des images du Hamas montre l'utilisation d'au moins un de ces systèmes en direction d'hélicoptères israélien sans toutefois préciser s'ils avaient atteint leurs objectifs.

### Asie du Sud-Est

#### Vietnam
En même temps que le Strela-2M plus avancé, le système Strela-2 fut aussi fourni aux forces du Nord Viêt Nam, où, d'après des sources russes, il réussit à effectuer 204 impacts sur les 589 missiles tirés contre les avions américains, entre 1972 et 1975. (Certaines sources, telles que Fiszer (2004), affirment qu'il était déjà utilisé depuis 1968.)
Un total d'approximativement 40~50 appareils abattus est attribué aux impacts de missiles Strela-2/2M entre 1970 et la chute de Saïgon, tous étant des hélicoptères ou des avions à hélice (excepté un unique TA-4 Skyhawk). Comme lors de la guerre d'usure, le missile avoua bien vite ses faiblesses, en matière de vitesse et de portée, contre des jets et ses résultats furent très médiocres : seuls un Skyhawk américain et un F-5 sud-vietnamien ont officiellement été déclarés avoir été abattus par des Strela-2 durant le conflit.
Les pertes d'avions américains sont listées dans le tableau ci-dessous. Le site internet « Arms-expo.ru » fait état de 14 avions et 10 hélicoptères tombés pour 161 missiles tirés entre le 28 avril et le 14 juillet 1972.
| Date       | Type d'appareil                   | Unité opérationnelle | Altitude au moment de l'impact (ft) | Pertes     | Mission                                            | Localisation         |
| ---------- | --------------------------------- | -------------------- | ----------------------------------- | ---------- | -------------------------------------------------- | -------------------- |
| 01-05-1972 | Cessna O-2A                       | 20th TASS            | ?                                   | 0          | Contrôle Aérien Avancé (FAC : Forward Air Control) | Quảng Trị            |
| 01-05-1972 | Douglas A-1H Skyraider            | 1st SOS              | 3 500                               | 0          | Search And Rescue (S.A.R)                          | Quảng Trị            |
| 02-05-1972 | Douglas A-1E Skyraider            | 1st SOS              | 5 500                               | 0          | Search And Rescue (S.A.R)                          | Quảng Trị            |
| 02-05-1972 | Douglas A-1G Skyraider            | 1st SOS              | 6 500                               | 1 blessé   | Search And Rescue (S.A.R)                          | Quảng Trị            |
| 14-05-1972 | Cessna O-1 Bird Dog               |                      | 4 000                               | 0          | Contrôle Aérien Avancé (FAC : Forward Air Control) | An Loc               |
| 26-05-1972 | Douglas TA-4F Skyhawk             | H&MS-15              | 4 500                               | 0          | Reconnaissance armée                               | Hué                  |
| 18-06-1972 | Lockheed AC-130A Surprise package | 16th SOS             | ?                                   | 12 morts   | Reconnaissance armée                               | A Shau               |
| 29-06-1972 | North American OV-10A Bronco      | 20th TASS            | 6 500                               | 1 mort     | Contrôle Aérien Avancé (FAC : Forward Air Control) | Quảng Trị            |
| 02-07-1972 | Cessna O-1 Bird Dog               |                      | ?                                   | 0          | Contrôle Aérien Avancé (FAC : Forward Air Control) | Phum Long (Cambodge) |
| 19-12-1972 | North American OV-10A Bronco      | 20th TASS            | ?                                   | 1 mort     | Contrôle Aérien Avancé (FAC : Forward Air Control) | Quảng Trị            |
| 27-01-1973 | North American OV-10A Bronco      | 23th TASS            | 6 000                               | 2 disparus | Contrôle Aérien Avancé (FAC : Forward Air Control) | Quảng Trị            |

Le tableau montre de nombreuses pertes au début du mois de mai, avec des résultats particulièrement désastreux entre le 1er et le 2 mai, lorsque la destruction d'un O-2 en mission de contrôle aérien entraîna également la perte d'un autre appareil venu en mission de sauvetage. Après ces pertes initiales, des changements de tactique et l'introduction en masse de lance-leurres aidèrent à contrer la menace, mais la fatigue des équipages US, et la nécessité pour eux de devoir rester le moins longtemps possible à l'intérieur de l'enveloppe de tir du Strela, affectèrent leurs capacités aériennes opérationnelles jusqu'à la fin du conflit. Les États-Unis perdirent au moins dix hélicoptères Cobra et plusieurs Huey à cause d'impacts de Strela-2 dans le Sud-Est de l'Asie.

#### Afghanistan

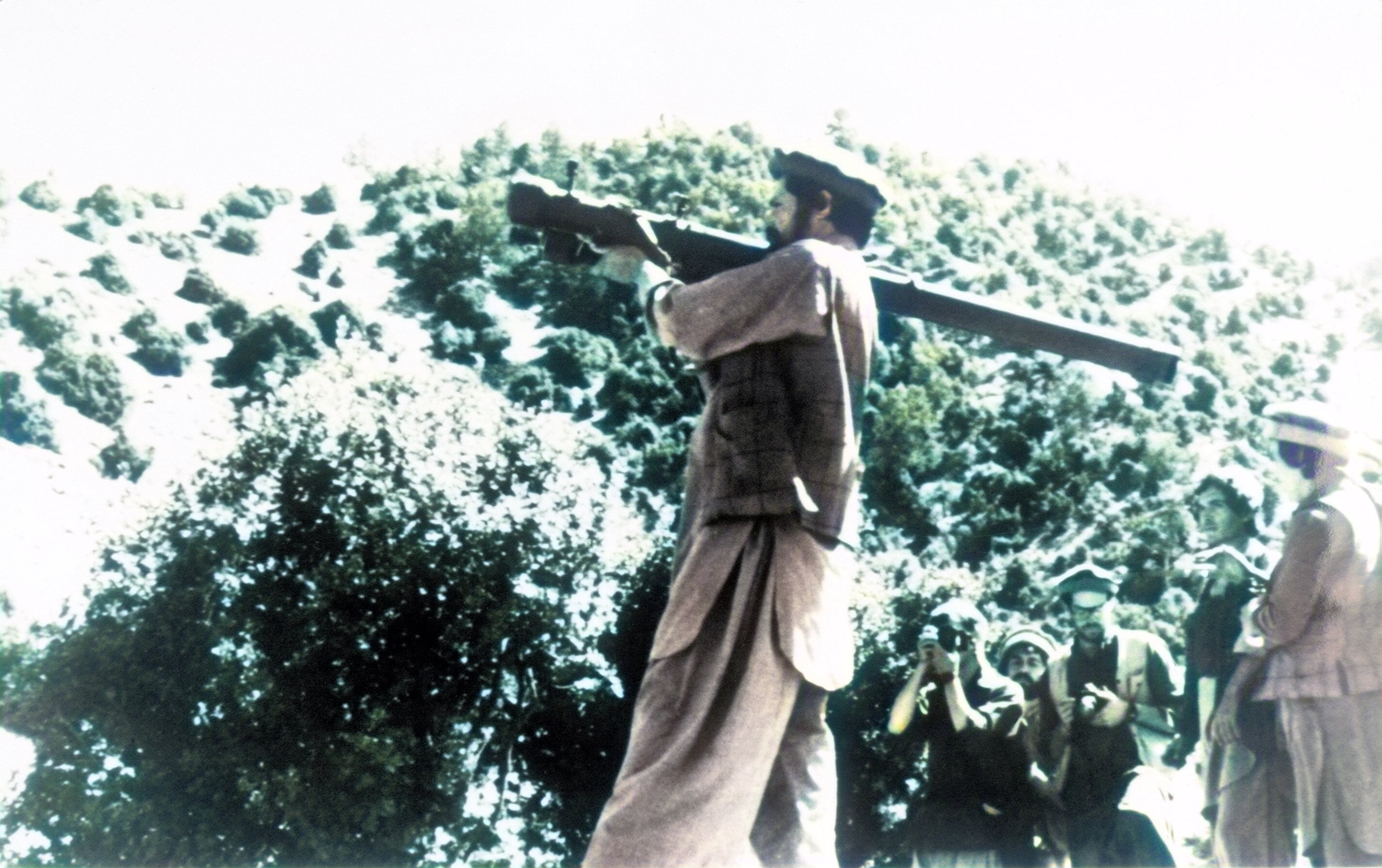
Un moudjahidin afghan avec un Strela 2

Le Strela-2M fut aussi utilisé par les combattants moudjahidines durant la première guerre d'Afghanistan, au début des années '80. Les missiles purent être obtenus de diverses sources, certains provenant de l'Égypte et d'autres de Chine (versions « Sakr Eye » et HN-5 du missile). La CIA aida également les guérillas à se procurer d'autres missiles auprès d'autres sources.
Les résultats au combat ne furent pas très différents de ceux constatés avec les Strela du Viêt-nam : alors que 42 hélicoptères furent abattus par les diverses versions du Strela-2 (y compris quelques Mi-24 Hind, avant que leurs échappements ne soient modifiés et ne les rendent invisibles au capteur du Strela), seulement 5 avions furent détruits par ce missile. En raison de sa performance cinématique médiocre et de sa vulnérabilité, même à la plus primitive des technologies de leurrage, les guérillas estimèrent que le Strela-2 était bien adapté à un emploi contre les hélicoptères et les avions de transport à hélices, mais totalement inutile contre les avions de chasse à réaction.
Néanmoins, les études récentes et les interviews menées après la fin de la guerre froide affirment que la majorité des Strela vendus aux Mudjahidines au marché noir étaient soit endommagés/abîmés, soit défaillants. Ce serait une autre raison possible pour expliquer le fait que l'armée soviétique engagée en Afghanistan n'espérait pas trouver de systèmes antiaériens fonctionnels en usage sur le territoire, tel le Stinger, pour ne citer que le plus connu d'entre eux.
Le 22 juillet 2007 eut lieu la première attaque d'un avion de la International Security Assistance Force (ISAF), perpétrée par un taliban mettant en œuvre un missile sol-air portatif. Il fut supposé que cette arme était un SA-7, qui aurait été introduit clandestinement depuis l'Iran. Le missile rata sa cible, après que l'équipage du C-130 de l'US Air Force, survolant alors la province de Nimrôz, eut tiré des leurres et effectué des manœuvres évasives.
En fait, il semblerait que la plupart des missiles Strela employés par les combattants d'Al-Qaïda soient en réalité hérités des stocks d'armes constitués lors de la première guerre, celle qui vit l'invasion des soviétiques. La plupart seraient probablement hors d'usage, abîmés ou carrément défaillants, à tel point qu'il n'en resterait quasiment aucun utilisable contre un hélicoptère. Le fait que la plupart des interceptions « récentes » d'appareils de l'OTAN aient eu lieu avec des missiles Stinger (également acquis pendant les années 1980), viendrait justement appuyer cette théorie.

### Afrique
Beaucoup de rapports proviennent d'Afrique, faisant mention d'utilisations sporadiques de SA-7. Il faut cependant tenter de clarifier toutes les affirmations, car il reste difficile de cerner de manière efficace quel type exact d'arme avait été utilisé dans chaque événement, qu'ils soient des SA-7a, b, ou des versions plus récentes, tel le SA-14. 

#### Guinée-Bissau
Au début de l'année 1973, au cours de la guerre d'indépendance, les rebelles du parti PAIGC commencèrent à obtenir des SA-7, ce qui les rendit immédiatement inquiétants vis-à-vis de la supériorité aérienne portugaise.
Le 23 mars 1973, deux chasseurs légers Fiat G.91 de la force aérienne portugaise furent abattus par des SA-7, suivis six semaines plus tard par un autre Fiat et un Dornier Do 27.

#### Mozambique
Des combattants du front de libération du Mozambique ont aussi été en mesure d'obtenir quelques SA-7, avec le soutien de la Chine. Pourtant, l'arme n'est jusqu'à présent créditée d'aucune perte au sein de la force aérienne portugaise, même si elle força les pilotes portugais à revoir leur tactique sur le terrain. Il n'y eut qu'un seul cas sérieux, au cours duquel un Douglas DC-3, transportant des membres du commandement portugais et des intervenants militaires extérieurs, fut touché à l'un de ses moteurs par un SA-7. L'avion, bien que criblé de trous, parvint malgré tout à atterrir en sécurité et fut réparé par la suite.

#### Tchad
Le premier tir connu d'un SA-7 dans les conflits tchadiens date du 29 janvier 1978, lorsqu'un missile du FROLINAT abat un DC-3 de l'escadrille nationale tchadienne (ENT) à Zouar. Le lendemain, un DC-4 en mission de sauvetage de l'équipage du DC-3 est à son tour abattu par un SA-7. Le 16 avril suivant, un SA-7 abat un Douglas AD-4N Skyraider de l'ENT à Salal, son pilote, un coopérant de l'assistance militaire française est tué. 
Les 31 juillet 1983, un Su-22 libyen soutenant le GUNT à Faya Largeau est abattu par un SA-7 des Forces armées nationales du Tchad (FANT), puis un autre Su-22 est à nouveau abattu le 6 août, les pilotes étant capturés.

#### Angola/Namibie
En Angola et en Namibie, beaucoup furent tirés contre des appareils de la force aérienne sud-africaine (SAAF), mais avec un succès limité.
La SAAF perdit deux Atlas Impalas à cause de tirs de SA-7, les 24 janvier et 10 octobre 1980. Un autre fut touché le 23 décembre 1983, mais le pilote réussit à faire tenir l'avion et à le ramener jusqu'à la base aérienne d'Ondangua. Il avait réussi à rentrer avec un missile non explosé dans sa tuyère.
Via la CIA, l'UNITA obtint également 50 missiles, qui avaient été capturés par Israël. Le premier d'entre eux fut tiré contre un avion cubain par un mercenaire français en contrat avec l'UNITA, mais il manqua sa cible. Les missiles se sont avérés être en assez mauvais état, et aucun n'aura touché une cible. Il est également affirmé qu'ils utilisèrent des SA-7 pour descendre deux Lockheed L-100-30 Hercules des Nations unies, les 26 décembre 1988 et 2 janvier 1999, tous les deux aux alentours de Huambo.

#### Soudan
Faisant usage d'un Strela, l'Armée populaire de libération du Soudan détruisit, le 16 août 1986, un Fokker F-27 Friendship 400M de la Sudan Airways en train de décoller de l'aéroport de Malakal, tuant sur-le-coup les 60 personnes à bord.
Le 21 décembre 1989, un Britten-Norman BN-2A-9 Islander d'Aviation sans frontières (immatriculé F-OGSM) fut abattu par un SA-7 au décollage d'Aweil, Soudan, tuant les 4 personnes à bord.

### Sahara occidental
Pendant la Guerre du Sahara occidental, les troupes du Front Polisario utilisèrent des SA-7 contre la force aérienne royale marocaine et l'armée de l'air Mauritanienne, au-dessus des territoires des anciennes colonies espagnoles du Sahara. La force aérienne Mauritanienne y perdit un avion Britten-Norman Defender, le 29 décembre 1976. Entre 1975 et 1991, la force aérienne royale du Maroc perdit de nombreux avions Northrop F-5A Freedom Fighters et Dassault Mirage F1 à cause de tirs de SA-7 du Polisario.
Il y eut même un cas d'erreur de cible dans lequel, le 24 février 1985, un Dornier 228 de l'Institut Alfred Wegener pour la recherche polaire et marine fut abattu au-dessus du désert, près de Dakhla. Deux Dorniers 228, nommés « Polar 2 » et « Polar 3 » étaient en route vers l'Allemagne, de retour d'une mission au pôle Sud. Après avoir décollé de Dakar, au Sénégal, et faisant route vers Arrecife, dans les îles Canaries, Polar 3, qui volait 5 minutes derrière Polar 2 et à une altitude plus faible (9 000 pieds), fut touché par un Strela du Polisario. Les trois membres d'équipage furent tués.
Dans un autre incident similaire, survenu le 8 décembre 1988, deux avions Douglas DC-7CF, provenant de Dakar et volant à 11 000 pieds à destination d'Agadir, au Maroc, furent attaqués par les combattants du Polisario alors qu'ils effectuaient une mission de contrôle locuste. L'un des appareils, le n° N284, fut touché et perdit l'un de ses moteurs et un bout d'aile. Cela entraîna un crash de l'avion et la mort de ses 5 hommes d'équipage. L'autre, le n° N90804, fut également touché. Il perdit un moteur et endura de gros dégâts, mais il put se poser en sécurité à Sidi Ifni, au Maroc.

#### Attaques contre des avions de ligne
Au cours de la guerre du Bush de Rhodésie du Sud, des insurgés du ZIPRA utilisèrent des Strela contre des avions civils non armés et abattirent deux Vickers Viscount appartenant à la compagnie Air Rhodesia. Il y'eut beaucoup de pertes humaines dans les deux évènements, car les appareils étaient de retour de Kariba, une zone touristique très fréquentée.
- Vol Air Rhodesia RH 825, Vickers Viscount, 3 septembre 1978 : Abattu par un missile Strela dans les environs du lac Kariba. Sur les 56 passagers, 18 avaient survécu au crash initial, mais une dizaine d'entre eux furent « achevés » au sol à la kalachnikov par les soldats du ZIPRA.
- Vol Air Rhodesia RH 827, Vickers Viscount, 12 février 1979 : Abattu par un missile Strela dans les environs du lac Kariba. Les 59 personnes alors présentes à bord perdirent la vie.

Lors du premier incident, les guerriers du ZIPRA furent accusés d'avoir suivi l'avion jusqu'à son site de crash et d'avoir systématiquement cherché à tuer tous les survivants encore allongés dans les restes de l'avion. L'archevêque de Mashonaland décrivit cet acte comme étant le plus barbare de toute la guerre, dans un sermon fortement plébiscité qui lui valut d'être écarté de son poste.
L'UNITA affirma qu'elle en avait utilisé un, pour abattre un Boeing 737-2M2 des lignes aériennes angolaises au décollage de Lubango, le 8 novembre 1983.
Un Boeing 727-30 des Lignes aériennes congolaises, décollant de Kindu, fut aussi descendu par un SA-7 des forces rebelles en 1998, tuant les 41 personnes à bord.
Deux missiles furent tirés sur un Boeing 757, lors de la période des attaques de Mombasa, en 2002. Aucun ne toucha sa cible,.

### Amérique latine

#### Argentine
Les troupes argentines des Falklands disposaient de Strela-2M, lors de la guerre des Malouines. War Machine Encycopledia ne rapporte cependant aucun tir effectué, bien que plusieurs missiles furent saisis à la suite du conflit. Les missiles provenaient de la Libye.

#### Nicaragua
Le 5 octobre 1986, un Fairchild C-123 Provider des Corporate Air Services (codé HPF821, anciennement N4410F et USAF 54-679), menant une opération de largage sécurisé d'armes pour les combattants du Contras au Nicaragua, fut descendu par un soldat Sandiniste utilisant un SA-7.
Les pilotes de la CIA, Wallace « Buzz » Sawyer et William Cooper, furent tués dans le crash. Le chef de chargement Eugene Hasenfus se parachuta hors de l'avion et fut capturé. Il fut relâché en décembre 1986.

#### Salvador
Les rebelles du FMLN acquièrent des missiles SA-7 en 1989 et les utilisèrent intensivement dans les dernières années de la guerre civile du Salvador, augmentant de manière dramatique les pertes au combat de l'armée de l'air salvadorienne. Au moins deux O-2 Skymaster, un A-37 Dragonfly (abattu le 23 novembre 1990), un hélicoptère Hugues 500 et deux UH-1H furent perdus à-cause des SA-7.
L'un des deux Cobra, descendu le 2 janvier 1991, était opéré par du personnel de l'US Army, alors que l'autre était mené par un équipage de la force aérienne hondurienne,.

#### Colombie
Fin décembre 2012, une vidéo montra des rebelles du FARC essayant de descendre un hélicoptère Arpía de la force aérienne colombienne avec un SA-7, dans la région du Cauca. Cet événement déclencha le signal d'alarme au sein de l'armée colombienne, même si le missile ne parvint pas à atteindre sa cible,.
Au cours du même mois, un Strela fut saisi par les militaires colombiens. Il est supposé qu'ils soient originaires de Cuba, du Nicaragua ou du Pérou.

### Europe

#### ex-Yougoslavie

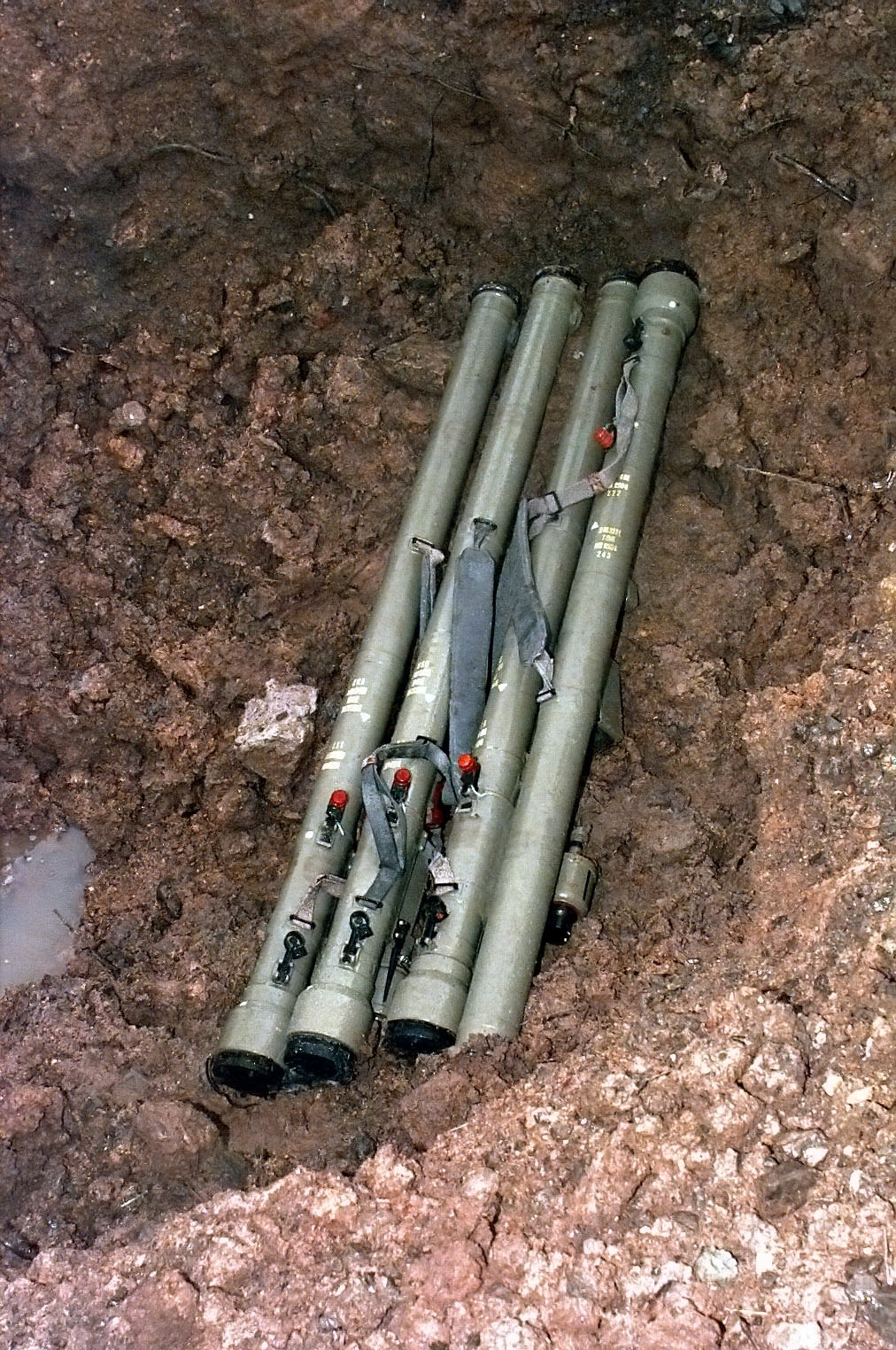
Des missiles SA-7 confisqués en attente de destruction, en Bosnie (1996)

Le système fut utilisé à grande échelle lors des Guerres de Yougoslavie, par tous les états indépendants et les factions armées. Les victimes de Strela dans ces conflits furent aussi bien des avions que des hélicoptères.
Le 8 mars 1994, un CASA C-212 de la armée de l'air espagnole fut touché à la queue par un SA-7 serbe, au-dessus de Gvozd (maintenant appelée Vrginmost), alors qu'il convoyait du personnel de la FORPRONU depuis Sarajevo. Les gouvernes de queue furent endommagées, le moteur gauche fut détruit et quelques passagers furent blessés. l'équipage réussit malgré-tout à ramener l'appareil à Rijeka, en Croatie. Les techniciens espagnols réussirent à réparer et remettre l'appareil en service en 48 heures,,. L'appareil faisait partie du Ala 37, déployé à Vicence, en Italie.
Un MiG-21 de la force aérienne croate avait déjà été descendu au même endroit le 14 septembre 1993.

#### Irlande du Nord
L'armée républicaine irlandaise (IRA) obtint quelques missiles qu'elle est soupçonnée d'avoir utilisé contre un hélicoptère Lynx de l'Army Air Corps (la branche aérienne de l'armée de terre britannique), en 1991 dans le conté du South Armagh. Il manqua sa cible.
Pour contrer cette nouvelle menace, les hélicoptères britanniques volent désormais par paires, en dessous de 50 pieds ou au-dessus de 500 pieds.

#### Espagne
En 2001, le groupe séparatiste basque ETA tenta à trois reprises d'utiliser un missile Strela-2 contre le Dassault Falcon 900 qui transportait le Premier ministre espagnol José María Aznar. Le missile échoua à sortir de son tube à chaque tentative.
Quelques Strela-2 furent achetés à l'IRA en 1999, tandis que la Libye est soupçonnée d'être la source originale des armes obtenues par l'IRA.

## Versions
- SA-N-5 : Code OTAN pour une version navale,
- 9K32M Strela-2M : désignation OTAN « SA-7b Grail », utilisée également en version navale sur affut simple, double ou quadruple sous le code OTAN SA-N-5[61]
- Strela 2M2J Sava : version yougoslave
- CA-94 et CA-94M : versions roumaines
- HN-5 (Hong Nu-5) : version chinoise
- Anza Mk.I (HN-5B) : version pakistanaise
- Ayn al Saqr (en arabe : عين الصقر, œil de faucon) : version égyptienne[62]
- Hwasung-Chong : version Nord-coréenne

## Utilisateurs
- Afghanistan
- Albanie
- Algérie
- Allemagne de l'Est
- Angola
- Arménie
- Bénin
- Bosnie-Herzégovine
- Botswana
- Bulgarie
- Burkina Faso
- Cambodge

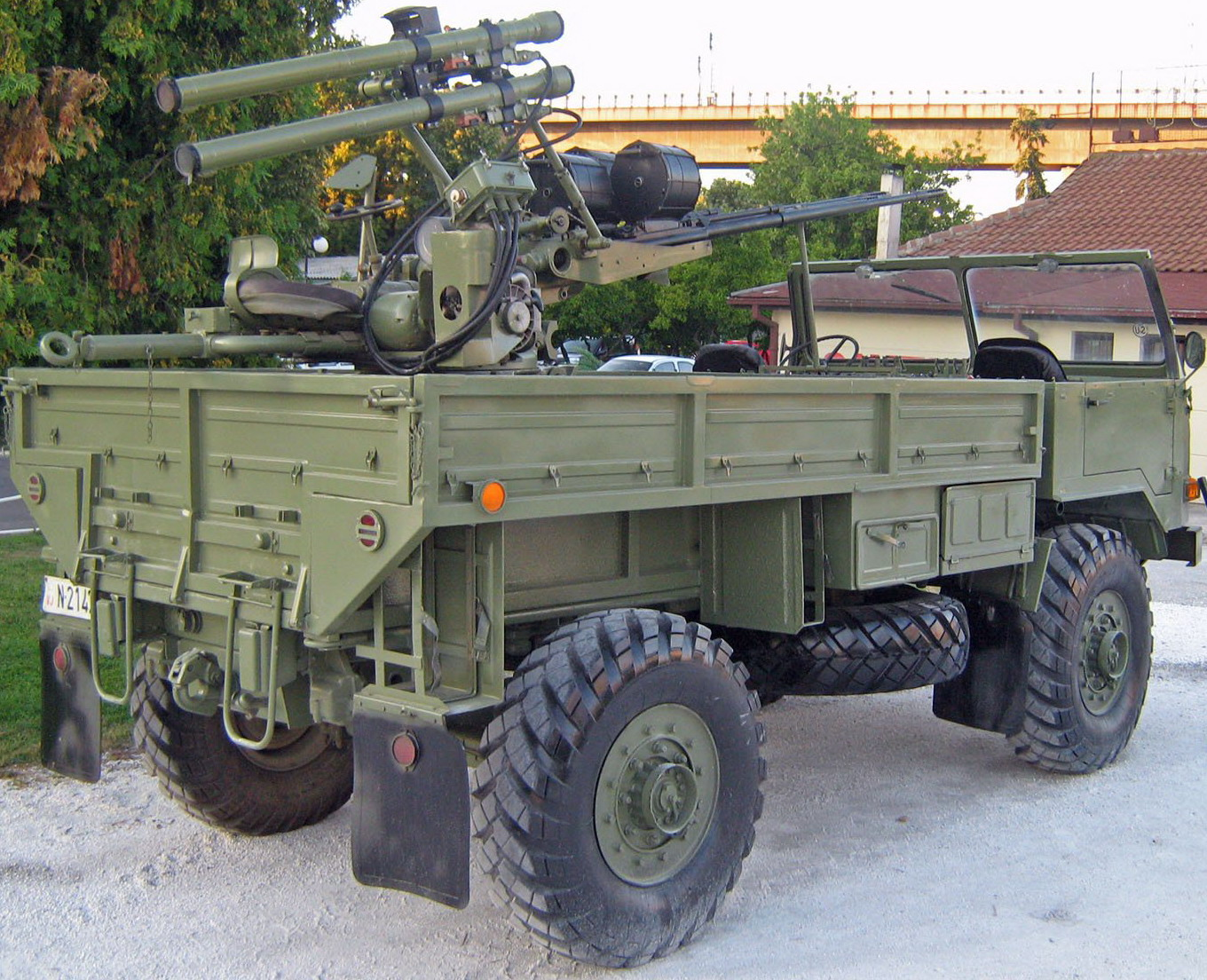
Un camion de l’armée serbe portant une pièce d'artillerie bitube antiaérienne M22 de 20 mm, laquelle est couplée avec 2 Strela-2. La légèreté de cette arme permet une très grande modularité.

- Chine : contrefaçon fabriquée localement, le missile HN-5.
- Corée du Nord
- Cuba
- Djibouti
- Égypte
- Éthiopie
- Géorgie
- Ghana
- Guinée-Bissau
- Indonésie
- Inde
- Irak
- Iran : remplacée par le Misagh-2.
- Koweït
- Laos
- Liban
- Libye
- Mali
- Mongolie
- Macédoine
- Mauritanie
- Maroc
- Mozambique
- Nicaragua
- Palestine
- Pakistan : version locale Anza Mk.I, elle-même issue du missile chinois HN-5B.
- Pérou
- Pologne : remplacée par le PZR Grom.
- République arabe sahraouie démocratique :Armée populaire de libération sahraouie
- République tchèque
- Roumanie : version locale CA-94.
- Russie
- Salvador [63]
- Sierra Leone
- Serbie
- Slovaquie
- Somalie
- Soudan
- Syrie
- Tanzanie
- Ukraine
- Vietnam
- Yémen du Sud
- Zambie
- Zimbabwe

- et beaucoup d'autres pays, par l'intermédiaire de groupes paramilitaires et terroristes.

## Anciens utilisateurs
- Allemagne de l'Est
- Argentine : reçus pendant la guerre des Malouines, retirés progressivement du service actif.
- Biélorussie : 29 unités, retirées progressivement du service actif[64],[65].
- Croatie : retirés du service.
- Chypre : retirés du service.
- Finlande : retirés du service (désignés « Ito-78 »).
- Front de libération du Mozambique (FRELIMO)
- Hezbollah
- Hongrie : retirés du service.
- Armée républicaine irlandaise (IRA)
- Liban
- milices druzes au Liban
- : Moudjahiddins afghans
- OLP : utilisé par les factions de l'organisation de libération de la Palestine au Liban.
- Parti africain pour l'indépendance de la Guinée et du Cap-Vert (PAIGC)
- Slovénie : en réserve.
- Tchécoslovaquie
- Union soviétique
- Armée de libération du Kosovo (UÇK)
- Union nationale pour l'indépendance totale de l'Angola (UNITA)
- Yougoslavie
- Zimbabwe People's Revolutionary Army